# Hoa hậu Nam Phi
Hoa hậu Nam Phi (viết tắt là Miss SA; tiếng Afrikaans: Mejuffrou Suid-Afrika) là một cuộc thi sắc đẹp cấp quốc gia ở Nam Phi. Người chiến thắng sẽ được quyền đại diện cho Nam Phi tham dự các cuộc thi sắc đẹp lớn.

## Lịch sử hình thành
Cuộc thi Hoa hậu Nam Phi đầu tiên được tổ chức vào năm 1952, Catherine Higgins là người chiến thắng.
Hoa hậu Nam Phi hay Á hậu luôn phải tham dự các cuộc thi Hoa hậu Thế giới, nhưng Hoa hậu Nam Phi đầu tiên tham dự Hoa hậu Hoàn vũ là Catherine Higgins vào năm 1952.

## Danh sách Hoa hậu và Á hậu Nam Phi
| Năm  | Hoa hậu Nam Phi           | Á hậu Nam Phi               | Á hậu 2 Nam Phi             |
| ---- | ------------------------- | --------------------------- | --------------------------- |
| 1956 | Norma Vorster             | Gloria Keeley               | Virginia Burman             |
| 1957 | Adele Kruger              | Jessie Waring               | Denise Nichols              |
| 1958 | Penelope Anne Coelen      | Rosemary Whitlock           | Debbie du Toit              |
| 1959 | Moya Meaker               | Sophie Pieters              | Kitty Green                 |
| 1960 | Denise Muir               | Dorothy Farquhar            | Stella Pithey               |
| 1961 | Yvonne Hulley             | Marlene Boyes               | Rita Rheeder                |
| 1962 | Yvonne Ficker             | Ellen Liebenberg            | Madeleine Usher             |
| 1963 | Martie Claassen           | Jennifer Slater             | Maureen van Niekerk         |
| 1964 | Vedra Karamitas           | Lorraine Mason              | Virginia Scott-King         |
| 1965 | Carol Davis               | Diane Webster               | Ann Barber                  |
| 1966 | Johanna Carter            | Dawn Duff-Gray              | Margo Galbraith             |
| 1967 | Disa Duivestein           | Mary McDonald               | Tiny de Lange               |
| 1968 | Mitzianna Stander         | Linda Collett               | Patsy Goswell               |
| 1969 | Linda Collett             | Diana Newman                | Jackie Sayer                |
| 1970 | Jillian Jessup            | Wendith Brink               | Dorothea Scott              |
| 1971 | Monica Fairall            | Merle Worsley               | Maria Claassen              |
| 1972 | Stephanie Reinecke        | Robin-Gail Hargreaves       | Carolien van Niekerk        |
| 1973 | Shelley Latham            | Janet Sanderson             | Theresa Rood                |
| 1974 | Anneline Kriel            | Ruanne Louw                 | Anita Michas                |
| 1975 | Vera Johns                | Crystal Cooper              | Rhoda Rademeyer             |
| 1976 | Lynn Massyn               | Louise Withfield            | Jan Kiggan                  |
| 1977 | Vanessa Wannenburg        | Elizabeth Bunting           | Marilyn Albutt              |
| 1978 | Yolanda Kloppers          | Monique Hare                | Dawn Chapman                |
| 1979 | Karen Sickel              | Gail Rocher                 | Wendy Ross                  |
| 1980 | Sandra McCrystal          | Kim Aston                   | Fiona White                 |
| 1981 | Linda Phillips            | Elmarie van Aswegen         | Susan Schuttler             |
| 1982 | Sandra De Meyer           | Jennifer Smith              | Kathy Goodwin               |
| 1983 | Leanne Hosking            | Karen Maingard              | Cathy Steed                 |
| 1984 | Lorna Potgieter           | Colleen Redman              | Patience Craig              |
| 1985 | Andrea Stelzer            | Sandy McCormack             | Lorna-Anne Findlay          |
| 1986 | Sandy McCormack           | Nancy Riach                 | Marie-Louise le Roux        |
| 1987 | Wilma van der Bijl        | Robyn Poole                 | Janine Botbyl               |
| 1988 | Janine Botbyl             | Roberta Alessandri          | Mache Booysen               |
| 1989 | Michelle Bruce            | Helen Lewis                 | Deborah Good                |
| 1990 | Suzette van der Merwe     | Olivia Scrooby              | Cheryl Coombe-Davis         |
| 1991 | Diana Tilden-Davis        | Amy Kleinhans               | Sasha-Lee Walton            |
| 1992 | Amy Kleinhans             | Augustine Masilela          | Lisa King                   |
| 1993 | Jacqui Mofokeng           | Corinne Durrheim            | Marelize Steyn              |
| 1994 | Basetsana Makgalemele     | Sonia Kempff                | Helen Macleod               |
| 1995 | Bernalee Daniell          | Vanashree Moodley           | Natalie Benard              |
| 1996 | Peggy-Sue Khumalo         | Babalwa Mneno               | Adele van Niekerk           |
| 1997 | Kerishnie Naicker         | Jessica Motaung             | Petro van Zyl               |
| 1998 | Sonia Raciti              | Heidi van Zyl               | Keziah Jooste               |
| 1999 | Heather Joy Hamilton      | Nadia Wyngaard              | Pulane Moraladi             |
| 2000 | Jo-Ann Strauss            | Layla Jeevananthum          | Claire Drew                 |
| 2001 | Vanessa Do Céu Carreira   | Claire Sabbagha             | Bonneventia Pule            |
| 2002 | Cindy Nell                | Tammy-Anne Fortuin          | Bridget Masinga             |
| 2003 | Joan Ramagoshi            | Marissa Eggli               | Siza Majola                 |
| 2004 | Claudia Henkel            | Dhiveja Sundrum             | Sharon Arigye-Mushabe       |
| 2005 | Nokuthula "Thuli" Sithole | Avumile Qongqo              | Matapa Maila                |
| 2006 | Megan Coleman             | Brigid Osborne              | Tracey-Lee Flanders         |
| 2007 | Tansey Coetzee            | Avumile Qongqo              | Manisha Pillay              |
| 2008 | Tatum Keshwar             | Anja van Zyl                | Buyi Shongwe                |
| 2009 | Nicole Flint              | Matapa Maila                | Lisa van Zyl                |
| 2010 | Bokang Montjane           | Dhesha Jeram                | Bianca Coutinho             |
| 2011 | Melinda Bam               | Remona Moodley              | Thuli Sangweni              |
| 2012 | Marilyn Ramos             | Stacey Webb                 | Pearl Nxele                 |
| 2014 | Rolene Strauss            | Ziphozakhe Zokufa           | Matlala Mokoko              |
| 2014 | Ziphozakhe Zokufa         | Matlala Mokoko              | —                           |
| 2015 | Liesl Laurie              | Refilwe Mthimunye           | Ntsiki Mkhize               |
| 2016 | Ntandoyenkosi Kunene      | Elizabeth Molapo            | Tayla Skye Robinson         |
| 2017 | Demi-Leigh Nel-Peters     | Adè van Heerden             | Boipelo Mabe                |
| 2017 | Adè van Heerden           | Boipelo Mabe                | —                           |
| Năm  | Hoa hậu Nam Phi           | Hoa hậu Hoàn vũ Nam Phi     | Hoa hậu Thế giới Nam Phi    |
| 2018 | Tamaryn Green             | Tamaryn Green               | Thulisa Keyi                |
| 2019 | Zozibini Tunzi            | Zozibini Tunzi              | Sasha-Lee Olivier           |
| Năm  | Hoa hậu Nam Phi           | Á hậu Nam Phi               | Á hậu 2 Nam Phi             |
| 2020 | Shudufhadzo Musida        | Thato Mosehle               | Natasha Joubert             |
| 2021 | Lalela Mswane             | Zimi Mabunzi Moratwe Masima | Zimi Mabunzi Moratwe Masima |
| 2022 | Ndavi Nokeri              | Ayanda Thabethe             | Lebogang Mahlangu           |
| 2023 | Natasha Joubert           | Bryoni Govender             | Nande Mabala                |

## Các đại diện của Nam Phi tại các cuộc thi quốc tế
- : Đăng quang
- : Top 5/6
- : Bán kết hoặc Tứ kết
- : Giải phụ

### Hoa hậu Hoàn vũ Nam Phi
| Năm                                                                             | Tỉnh                                  | Hoa hậu Hoàn vũ Nam Phi         | Thứ hạng             | Giải thưởng | Ghi chú                    |
| ------------------------------------------------------------------------------- | ------------------------------------- | ------------------------------- | -------------------- | ----------- | -------------------------- |
| 2023                                                                            | Gauteng                               | Bryoni Govender                 | Top 20               |             |                            |
| 2022                                                                            | Limpopo                               | Ndavi Nokeri                    | Top 16               |             |                            |
| 2021                                                                            | KwaZulu-Natal                         | Lalela Mswane                   | Á hậu 2              |             |                            |
| 2020                                                                            | Gauteng                               | Natasha Joubert                 | Top 22               |             | ⁴                          |
| 2019                                                                            | Eastern Cape                          | Zozibini Tunzi                  | Hoa hậu Hoàn vũ 2019 |             |                            |
| 2018                                                                            | Western Cape                          | Tamaryn Green                   | Á hậu 1              |             |                            |
| 2017                                                                            | Western Cape                          | Demi-Leigh Nel-Peters           | Hoa hậu Hoàn vũ 2017 |             |                            |
| 2016                                                                            | Mpumalanga                            | Ntandoyenkosi Kunene            |                      |             |                            |
| 2015                                                                            | Gauteng                               | Refilwe Mthimunye               | Top 15               |             |                            |
| 2014                                                                            | Eastern Cape                          | Ziphozakhe Zokufa               |                      |             |                            |
| 2013                                                                            | North West                            | Marilyn Ramos                   |                      |             |                            |
| 2012                                                                            | Gauteng                               | Melinda Bam                     | Top 6                |             |                            |
| 2011                                                                            | Gauteng                               | Bokang Montjane                 |                      |             |                            |
| 2010                                                                            | Gauteng                               | Nicole Flint                    | Top 10               |             |                            |
| 2009                                                                            | KwaZulu-Natal                         | Tatum Keshwar                   | Top 10               |             |                            |
| 2008                                                                            | Gauteng                               | Tansey Coetzee                  | Top 15               |             |                            |
| 2007                                                                            | KwaZulu-Natal                         | Megan Coleman                   |                      |             |                            |
| 2006                                                                            | Gauteng                               | Nokuthula "Thuli" Sithole       |                      |             |                            |
| 2005                                                                            | Gauteng                               | Claudia Henkel                  | Top 15               |             |                            |
| 2004                                                                            | Gauteng                               | Joan Ramagoshi                  |                      |             |                            |
| 2003                                                                            | Gauteng                               | Cindy Nell                      | Á hậu 2              |             |                            |
| 2002                                                                            | Gauteng                               | Vanessa Do Ceu Carreira         | Á hậu 3              |             |                            |
| 2001                                                                            | Western Cape                          | Jo-Ann Strauss                  |                      |             |                            |
| 2000                                                                            | Gauteng                               | Heather Joy Hamilton            | Top 10               |             |                            |
| 1999                                                                            | Gauteng                               | Sonia Raciti                    | Top 5                |             |                            |
| 1998                                                                            | KwaZulu-Natal                         | Kerishnie Naicker               | Top 10               |             |                            |
| Hoa hậu Hoàn vũ Nam Phi                                                         |                                       |                                 |                      |             |                            |
| 1997                                                                            | KwaZulu-Natal                         | Mbali Gasa                      |                      |             |                            |
| 1996                                                                            | Gauteng                               | Carol Becker                    |                      |             |                            |
| 1995                                                                            | Gauteng                               | Augustine Masilela              | Top 10               |             |                            |
| Không giam gia từ năm 1985—1994 vì chế độ apartheid                             |                                       |                                 |                      |             |                            |
| Hoa hậu Nam Phi và Hoa hậu Transkei                                             |                                       |                                 |                      |             |                            |
| 1984                                                                            | Transvaal (Gauteng)                   | Letitia "Tisha" Snyman          | Á hậu 1              |             |                            |
| 1983                                                                            | Natal (KwaZulu-Natal)                 | Leanne Beverly Hosking          |                      |             |                            |
| 1983                                                                            | Transkei (Tây Cape)                   | Nomxousi Xokelelo               |                      |             | Competed as Transkei       |
| 1982                                                                            | Transvaal (Gauteng)                   | Odette Octavia Scrooby          | Top 12               |             |                            |
| 1982                                                                            | Transkei (Eastern Cape)               | Noxolisi Mji                    |                      |             | Competed as Transkei       |
| Miss Republic of South Africa / Miss RSA, Miss Transkei and Miss Bophuthatswana |                                       |                                 |                      |             |                            |
| 1981                                                                            | Natal (KwaZulu-Natal)                 | Daniela di Paolo                |                      |             |                            |
| 1981                                                                            | Transkei (Tây Cape)                   | Kedibone Tembisa Letlaka        |                      |             | Competed as Transkei       |
| 1980                                                                            | Transvaal (Gauteng)                   | Jenny Kay                       | Không tham dự        |             |                            |
| 1979                                                                            | Transvaal (Gauteng)                   | Veronica Wilson                 | Top 12               |             |                            |
| 1979                                                                            | Bophuthatswana (Mmabatho, North West) | Alina Moeketse                  |                      |             | Competed as Bophuthatswana |
| 1979                                                                            | Transkei (Eastern Cape)               | Lindiwe Bam                     |                      |             | Competed as Transkei       |
| 1978                                                                            | Cape Province (Western Cape)          | Margaret Gardiner               | Hoa hậu Hoàn vũ 1978 |             |                            |
| 1977                                                                            | Cape Province (Western Cape)          | Glynis Fester                   |                      |             |                            |
| 1976                                                                            | Cape Province (Western Cape)          | Cynthia Claasen                 |                      |             |                            |
| 1975                                                                            | Cape Province (Western Cape)          | Gail Anthony                    | Unplaced             |             |                            |
| Did not compete between 1969—1974                                               |                                       |                                 |                      |             |                            |
| Miss Hibiscus Queen                                                             |                                       |                                 |                      |             |                            |
| 1968                                                                            | Natal (KwaZulu-Natal)                 | Monica Fairall                  | Unplaced             |             |                            |
| 1967                                                                            | Transvaal (Gauteng)                   | Wendy Ballenden                 | Unplaced             |             |                            |
| 1966                                                                            | Natal (KwaZulu-Natal)                 | Lynn Carol de Jager             | Unplaced             |             |                            |
| 1965                                                                            | Transvaal (Gauteng)                   | Veronika Edelgarda Hilda Prigge | Top 15               |             |                            |
| 1964                                                                            | Transvaal (Gauteng)                   | Gail Robinson                   | Unplaced             |             |                            |
| 1963                                                                            | Transvaal (Gauteng)                   | Ellen Liebenberg                | Top 15               |             |                            |
| 1962                                                                            | Transvaal (Gauteng)                   | Lynette Gamble                  | Unplaced             |             |                            |
| 1961                                                                            | Transvaal (Gauteng)                   | Marina Christelis               | Unplaced             |             |                            |
| 1960                                                                            | Transvaal (Gauteng)                   | Nicky Caras                     | 3rd Runner-up        |             |                            |
| Did not compete between 1954—1959                                               |                                       |                                 |                      |             |                            |
| Miss Golden Jubilee                                                             |                                       |                                 |                      |             |                            |
| 1953                                                                            | Cape Province (Western Cape)          | Ingrid Rita Mills               | Top 16               |             |                            |
| 1952                                                                            | Transvaal (Gauteng)                   | Catherine Higgins               | Top 10               |             |                            |

### Hoa hậu Thế giới Nam Phi
| Năm | Đại diện tỉnh                | Hoa hậu Nam Phi                      | Thứ hạng                                     | Giải thưởng                                                                                            |
| --- | ---------------------------- | ------------------------------------ | -------------------------------------------- | --- |
| 2022 | TBA                          | TBA                                  | TBA                                          | |
| 2021 | Limpopo                      | Shudufhadzo Musida                   | Top 40                                       | 2 Special Awards - - Top 27 - Miss World Talent - Beauty with a Purpose                                |
| 2020 No pageant held due to the impact of the COVID-19 pandemic                                                       |                              |                                      |                                              | |
| 2019 | Gauteng                      | Sasha-Lee Olivier                    | Top 40                                       | |
| 2018 | Eastern Cape                 | Thulisa Keyi                         | Top 30                                       | 2 Special Awards - - World Dress Designer award - Miss World Top Model (4th Runner-up)                 |
| 2017 | Western Cape                 | Adè van Heerden                      | Top 10                                       | 1 Special Awards - - Beauty with a Purpose (Top 5-joint winner)                                        |
| 2016 | Mpumalanga                   | Ntandoyenkosi Kunene                 | Unplaced                                     | 1 Special Awards - - Miss World Talent (Top 21)                                                        |
| 2015 | Gauteng                      | Liesl Laurie                         | Top 11                                       | 1 Special Awards - - Miss World Africa                                                                 |
| 2014 | Mpumalanga                   | Rolene Strauss                       | Miss World 2014                              | 1 Special Awards - - Miss World Africa                                                                 |
| 2013 | North West                   | Marilyn Ramos                        | Unplaced                                     | |
| 2012 | Western Cape                 | Remona Moodley                       | Unplaced                                     | |
| 2011 | Gauteng                      | Bokang Montjane                      | Top 7                                        | 1 Special Awards - - Miss World Africa                                                                 |
| 2010 | Gauteng                      | Nicole Flint                         | Top 25                                       | |
| 2009 | KwaZulu-Natal                | Tatum Keshwar                        | 2nd Runner-up                                | 1 Special Awards - - Miss World Africa                                                                 |
| 2008 | Gauteng                      | Tansey Coetzee                       | Top 5                                        | |
| 2007 | KwaZulu-Natal                | Megan Coleman                        | Unplaced                                     | |
| 2006 | Gauteng                      | Nokuthula "Thuli" Sithole            | Unplaced                                     | |
| 2005 | —                            | Dhiveja Sundrum                      | Top 15                                       | |
| 2004 | Gauteng                      | Joan Ramagoshi                       | Unplaced                                     | |
| 2003 | Gauteng                      | Cindy Nell                           | Unplaced                                     | |
| 2002 | —                            | Claire Sabbagha                      | Unplaced                                     | |
| 2001 | Western Cape                 | Jo-Ann Strauss                       | Top 10                                       | |
| 2000 | Gauteng                      | Heather Joy Hamilton                 | Unplaced                                     | |
| 1999 | Gauteng                      | Sonia Raciti                         | 2nd Runner-up                                | 1 Special Awards - - Miss World Africa                                                                 |
| 1998 | KwaZulu-Natal                | Kerishnie Naicker                    | Top 5                                        | 1 Special Awards - - Miss World Africa                                                                 |
| 1997 | —                            | Jessica Motaung                      | 2nd Runner-up                                | 1 Special Awards - - Miss World Africa                                                                 |
| 1996 | —                            | Peggy-Sue Khumalo                    | Top 10                                       | 1 Special Awards - - Miss World Africa                                                                 |
| 1995 | —                            | Bernelee Daniell                     | Top 10                                       | 1 Special Awards - - Miss World Africa                                                                 |
| 1994 | Gauteng                      | Basetsana Makgalemele                | 1st Runner-up                                | 1 Special Awards - - Miss World Africa                                                                 |
| 1993 | Transvaal (Gauteng)          | Palesa Mofokeng                      | 1st Runner-up                                | 1 Special Awards - - Miss World Africa                                                                 |
| 1992 | Cape Province (Western Cape) | Amy Kleinhans                        | Top 5                                        | 1 Special Awards - - Miss World Africa                                                                 |
| 1991 | Transvaal (Gauteng)          | Diana Tilden-Davis                   | 2nd Runner-up                                | 1 Special Awards - - Miss World Africa                                                                 |
| Did not compete between 1978—1990 as the country was barred from competing due to the country's practice of apartheid |                              |                                      |                                              | |
| 1977 | —                            | Vanessa Wannenburg                   | Unplaced                                     | |
| Miss South Africa & Miss Africa South – Two Republic of South Africa Representatives at Miss World                    |                              |                                      |                                              | |
| 1976 | —                            | Lynn Massyn                          | Unplaced                                     | |
| 1976 | —                            | Veronica Mutsepe · Miss Africa South | Unplaced                                     | |
| 1975 | —                            | Rhoda Rademeyer                      | Top 15                                       | |
| 1975 | —                            | Lydia Johnstone · Miss Africa South  | Unplaced                                     | |
| 1974 | Transvaal (Gauteng)          | Anneline Kriel                       | Miss World 1974 - Appointed by 1st runner-up | Appointment - Became Miss World 1974 four days after the competition when the original winner withdrew |
| 1974 | —                            | Evelyn Williams · Miss Africa South  | Top 15                                       | |
| 1973 | —                            | Shelley Latham                       | 4th Runner-up                                | |
| 1973 | —                            | Ellen Peters · Miss Africa South     | Top 15                                       | |
| 1972 | —                            | Stephanie Reinecke                   | Top 15                                       | |
| 1972 | —                            | Cynthia Shange · Miss Africa South   | Unplaced                                     | |
| 1971 | Natal (KwaZulu-Natal)        | Monica Fairall                       | Top 15                                       | |
| 1971 | —                            | Gaily Ryan · Miss Africa South       | Unplaced                                     | |
| 1970 | —                            | Jillian Jessup                       | 4th Runner-up                                | |
| 1970 | Cape Province (Western Cape) | Pearl Jansen · Miss Africa South     | 1st Runner-up                                | - Miss Congeniality                                                                                    |
| Miss South Africa |                              |                                      |                                              | |
| 1969 | —                            | Linda Collett                        | Top 7                                        | |
| 1968 | —                            | Mitzianna Stander                    | Unplaced                                     | |
| 1967 | —                            | Disa Duivestein                      | Top 15                                       | |
| 1966 | —                            | Johanna Maud Carter                  | Top 15                                       | |
| 1965 | —                            | Carrol Davis                         | Unplaced                                     | |
| 1964 | —                            | Vedra Karamitas                      | Unplaced                                     | |
| 1963 | —                            | Martie Claassen                      | Unplaced                                     | |
| 1962 | —                            | Yvonne Ficker                        | 3rd Runner-up                                | |
| 1961 | —                            | Yvonne Hulley                        | Top 15                                       | |
| 1960 | —                            | Denise Muir                          | 2nd Runner-up                                | |
| 1959 | —                            | Moya Meaker                          | Top 11                                       | |
| 1958 | Natal (KwaZulu-Natal)        | Penelope Coelen                      | Miss World 1958                              | |
| 1957 | —                            | Adele Kruger                         | 2nd Runner-up                                | |
| 1956 | —                            | Norma Vorster                        | Unplaced                                     | |
| Did not compete between 1951—1955                                                                                     |                              |                                      |                                              | |

### Hoa hậu Siêu quốc gia Nam Phi
| Năm  | Tỉnh           | Hoa hậu Siêu quốc gia Nam Phi | Placement               | Special Awards            |
| ---- | -------------- | ----------------------------- | ----------------------- | ------------------------- |
| 2023 | KwaZulu-Natal  | Ayanda Thabethe               | Top 24                  |                           |
| 2022 | Kwa Zulu-Natal | Lalela Mswane                 | Miss Supranational 2022 |                           |
| 2021 | North West     | Thato Mosehle                 | 2nd Runner-up           | - Supra Fan-vote (Top 10) |